# Spümcø
Spümcø Inc. fue un estudio de animación fundado por John Kricfalusi, Bob Camp, Jim Smith y Lynne Naylor (creadores de la serie animada de Ren y Stimpy) con sede en Los Ángeles, California. Fue fundado en 1989, pero sus producciones empezaron en 1991 con la serie animada Ren y Stimpy hasta 1992 cuando John Kricfalusi es despedido de Nickelodeon y la producción de la serie quedó a cargo de Games Animations. Pasaron 11 años y ya en el 2003 Viacom contrata de nuevo a John Kricfalusi para crear la serie animada Ren y Stimpy: "Solo para Adultos" para el canal Spike TV. Luego del fracaso de la serie John Kricfalusi cierra el estudio en Toronto, Canadá para trasladar el estudio a su actual sede en Los Ángeles, California.